# Spirne, Radomîșl
Spirne (în ucraineană Спірне) este un sat în comuna Krîmok din raionul Radomîșl, regiunea Jîtomîr, Ucraina.

## Demografie
Componența lingvistică a localității Spirne
     Ucraineană (93,02%)
     Rusă (6,98%)
Conform recensământului din 2001, majoritatea populației localității Spirne era vorbitoare de ucraineană (93,02%), existând în minoritate și vorbitori de rusă (6,98%).